# Ян Кёнджон
Ян Кёнджон (Ян Кён Чжон кор. 양경종, яп. ヤン・キョンジョン, нем. и англ. Yang Kyoungjong; 1920, Синыйджу, Японская Корея, Японская империя — 7 апреля 1992, Иллинойс, США) — корейский солдат, по данным британского историка Энтони Бивора — якобы служивший в японской императорской армии, частях РККА и в вермахте. В 1944 году попал в плен к американцам после высадки союзников в Нормандии.

## Биография
Родился 3 марта 1920 года в районе Синыйджу, находящемся на северо-западе Кореи, в то время бывшей японской колонией.
В 1938 году в 18-летнем возрасте был призван из Маньчжурии в Квантунскую армию японской императорской армии. Во время боёв на реке Халхин-Гол попал в плен к частям Красной Армии и направлен в исправительно-трудовой лагерь в восточные области СССР.
В 1942 году во время Второй мировой войны он вместе с другими военнопленными был направлен на «восточный фронт» в составе РККА.
В 1943 году в УССР во время Третьей битвы за Харьков был захвачен в плен частями вермахта и направлен во Францию в составе восточного батальона. Служил на полуострове Котантен в северной Нормандии, недалеко от пляжа Юта.
В июне 1944 года после высадки союзных войск в Нормандии Ян Кёнджон был захвачен в плен американскими десантниками. По сведениям лейтенанта Роберта Брюэра (англ. Robert Brewer; 506-й воздушно-десантный полк 101-й воздушно-десантной дивизии США), после высадки на пляже Юта их полк захватил в общей сложности четверых военнопленных азиатской внешности в немецкой униформе, но поначалу никто не смог их допросить. Яна Кёнджона приняли за японца в немецкой униформе и направили в лагерь военнопленных в Великобританию, откуда он был освобождён после окончания войны в мае 1945 года.
В 1947 году он иммигрировал в США, где жил недалеко от Чикаго в штате Иллинойс. Отец двух сыновей и дочери. Умер 7 апреля 1992 года.

## Полемика
В декабре 2005 года телекомпанией Seoul Broadcasting System был показан документальный фильм, задачей которого было доказать или опровергнуть существование солдат из Азии, которые служили нацистской Германии и были захвачены войсками союзников. Создатели фильма пришли к выводу, что несмотря на то, что в германской армии во время Второй мировой войны действительно служили солдаты азиатского происхождения, часть из которых действительно попала в плен союзников по Антигитлеровской коалиции, однако не найдено никаких доказательств, свидетельствующих о существовании среди них человека по имени Ян Кёнджон.

## Личность на фото
Фотография с заголовком «Jap in nazi uniform captured» («Пленный японец в нацистской униформе») была сделана американскими военнослужащими в 1944 году во Франции, после высадки союзных войск в Нормандии. В подписи к фото указано, что «японец называет своё имя и фамилию американскому офицеру», но не указано, какие именно.
В 1994 году американский историк Стивен Е. Амброз в своей книге «День „Д“. 6 июня 1944 г.» упомянул о четырёх корейских военнопленных, взятых в плен в Нормандии, и предположил, что они были пленены на Халхин-Голе, затем пленены вермахтом в СССР и затем оказались в Нормандии:

На побережье «Юта» в день высадки лейтенант Роберт Брюер из 506-го парашютно-пехотного полка 101-й воздушно-десантной дивизии американских вооружённых сил захватил четырёх азиатов в немецкой форме. Выяснилось, что все они были корейцами. Каким образом корейцы очутились на стороне Гитлера? Похоже, что их призвали в японскую армию в 1938 г. (Корея тогда была японской колонией). Затем они попали в советский плен во время приграничных боев в 1939 г., служили в Красной Армии, были захвачены вермахтом под Москвой в декабре 1941 г. и уже в качестве немецких солдат посланы во Францию. (О дальнейшей судьбе корейцев лейтенант Брюер так и не узнал. Можно предположить, что их отправили обратно в Корею. Тогда они должны были снова оказаться в армии: либо Южной, либо Северной Кореи. Вполне возможно, что им снова пришлось воевать в 1950 г.: или с американцами, или против них в зависимости от того, в какой части Кореи они находились. Так причудливо складывались судьбы людей в XX в.)
Оригинальный текст (англ.)At the beach called Utah on the day of the invasion, Lt. Robert Brewer of the 506th Parachute Infantry Regiment, 101st Airborne Division, U.S. Army, captured four Asians in Wehrmacht uniforms. No one could speak their language; eventually it was learned that they were Koreans. How on earth did the Koreans end up fighting for Hitler to defend France against Americans? It seems they had been conscripted into the Japanese army in 1938-Korea was then a Japanese colony-captured by the Red Army in the border battles with Japan in 1939, forced into the Red Army, captured by the Wehrmacht in December 1941 outside Moscow, forced into the German army and sent to France. (What happened to them, Lieutenant Brewer never found out, but presumably they were sent to Korea. If so, they almost certainly would have been conscripted again, either into the South or North Korean army. It is possible that in 1950 they ended up fighting once again, either against the U.S. Army, or with it, depending on what part of Korea they came from. Such are the vagaries of politics in the twentieth century.)"
— Stephen Ambrose. D-Day June 6, 1944: The Climactic Battle of WWII. (1994)., перевод
В 2002 году в южнокорейском журнале Weekly Korea была опубликована статья об этой фотографии.
В 2005 году корейская телекомпания SBS провела журналистское расследование с целью установить личность человека на фото. Для этого журналисты посетили Германию, Францию и США, изучили документы немецкого Бундесархива и американского NARA. Им не удалось установить личность «корейского солдата в Нормандии», однако они выяснили некоторые другие детали, в частности, что на фото — кореец, а в восточных батальонах, оборонявших Атлантический вал в районе высадки союзных войск, служили солдаты с корейскими фамилиями, и, кроме того, в списках военнопленных японских подданных встречается много корейских фамилий.
В 2012 году британский историк Энтони Бивор в свой книге «The Second World War» («Вторая мировая война») идентифицировал человека на фотографии, подтвердив появлявшуюся ранее информацию на форумах и блогах о том, что это — корейский солдат Ян Кёнджон, служивший в японской императорской армии, частях РККА и в вермахте. В 1944 году попал в плен к американцам после высадки союзников в Нормандии.

## Оценки и мнения
Британский историк Энтони Бивор:

В войне, в которой погибло так много миллионов людей, и которая развернулась по всему земному шару, этому невольному ветерану японской, советской и немецкой армий сравнительно повезло. Тем не менее, Ян остаётся, пожалуй, самой яркой иллюстрацией беспомощности большинства простых смертных перед лицом превосходящих исторических сил.
Оригинальный текст (англ.)In a war which killed so many millions of people and had stretched around the globe, this reluctant veteran of the Japanese, Soviet and German armies, had been comparatively fortunate. Yet Yang remains perhaps the most striking illustration of the helplessness of most ordinary mortals in the face of what appeared to be overwhelming historical forces.

Кан Джегю, режиссёр фильма «Мой путь»:

Это был шок. Я подумал: «Что за событие произошло в этом мире?» Представьте себе, юный кореец на поле боя в Нормандии. Я сказал себе: «Я должен снять об этом фильм». Я подумал: «Это подарок режиссёру Кан Джегю от современной истории. Удастся ли мне, пока я жив, снять какой-то другой фильм о подобной истории?»
Оригинальный текст (англ.)It was a shock. I thought, ‘What a thing to have happened in this world.’ Imagine it, a young Korean on the battlefield at Normandy. I said to myself, ‘I have to make a movie about this.’ I thought, ‘This is a gift from modern history to Kang Je-gyu the filmmaker. Could I make another movie with this kind of history while I am alive?’

## В искусстве
По мотивам данной биографии в 2011 году вышла корейская военная драма «Мой путь» режиссёра Кан Джегю.
В корейской художественной литературе:
- 장웅진. 《노르망디의 조선인》. 피와눈물. 2005. (Янгунджин. Корейская «Нормандия». Кровь и слёзы.) (кор.)
- 조정래. 《오 하느님|오, 하느님|오 하느님》. 문학동네. 2007. (Чо Джонне. О, Боже) (кор.)
- 이재익. 《아버지의 길》. 황소북스. 2011. ISBN 9788997092147 (Ли Джеик. Отец дороги) (кор.)